# Никола Јуришић
Барон Никола Јуришић (мађ. Jurisich Miklós; око 1499 – 1545) био је хрватски племић, војник и дипломата.

## Биографија
Јуришић је рођен у Сењу, Хрватска.
Први пут се помиње 1522. године као официр трупа Фердинанда I распоређених у хрватским тврђавама током одбране од инвазије трупа Османског царства под Сулејманом Величанствених, које су напредовале према Бечу. Између 1522. и 1526. године стекао је титулу витеза.
После битке код Мохача 1526. године, краљ га је поставио за врховног команданта оружаних снага које су браниле границе (supremus capitaneus, Veldhauptmann unseres Kriegsfolks wider Turken). Јуришић је заузврат помогао Фердинанду Хабзбуршком да постане краљ Хрватске посредством избора 1527. у Цетину . Године 1530. Јуришић је послат у Цариград да преговара са Османлијама о миру.
Након Горјанске битке 1537. поново је постављен за supremus capitaneus Славоније и Доње Аустрије. Он је 1540. био capitaneus Крањске.
Последње године живота провео је као тајни саветник на двору у Бечу.
Јуришић је преминуо у покрајини Косег у Мађарској.

## Опсада Гунса (Кесег) 1532.
Капетан Никола Јуришић је 1532. године са само 700-800 хрватских војника без топова и са неколико пушака бранио малограничну тврђаву Кесег ( Краљевина Угарскаа), спречавајући напредовање турске војске која је садржала 120.000-140.000 трупа које су напредовале према Бечу.
Постоје две верзије битке.
- У једној верзији, након што је Сулејман Величанствени повео војску од 140.000 према Бечу, Никола Јуришић и његових 800 војника су се одазвали позивима хабзбуршког цара да бране град. Пролазећи кроз западну Угарску у малом утврђењу Козег видели су беспомоћне жене и децу и одлучили да бране утврђење. Тврђава је била на путу за Беч, па ју је Сулејман II напао, а након тродневне борбе Јуришић је написао: „...Ја и 89 мојих витезова смо уморни и немамо залиха. Ако изджимо још један дан, то ће бити чудо...“ Пре последњег јуриша жене и деца су се два сата молили Светом Мартину и почела је последња битка. После десет минута борбе Турци су се повукли и јавили да су видели пламеног витеза са пламеним мачем.
- У другој верзији, граду су понуђени услови за номиналну предају. Једине Османлије којима би било дозвољено да уђу у замак чиниле би симболичну сила која би подигла турску заставу. Сулејман се повукао када су дошле августовске кише и није наставио према Бечу како је раније планирано, већ се упутио ка кући. Каснио је скоро четири недеље, а за то време у Бечу је сакупљена моћна војска са којом султан није намеравао да се суочи. По тој верзији, Никола Јуришић и његови људи су јунаштвом спасили Беч од опсаде.